# 王三省
王三省（1499年—？年），字誠甫，號潼谷，陕西西安府同州朝邑縣人，明朝政治人物。

## 生平
早年為國子生，正德十四年（1519年）以治《春秋》中式己卯科（1519年）陕西鄉試第五十四名舉人，嘉靖二年（1523年）癸未科會試第三百二十九名，登第三甲第七十三名進士。嘉靖十年（1531年）升户部员外郎。历官保定府、嘉靖十四年（1535年）調河南彰德府，官至山西潞安府知府。

## 著作
著有《王氏家乘》十二卷、《潼谷集》八卷。

## 家族
曾祖王斌，典史、贈户部主事。祖父王𢀿〔卺〕，前户部郎中。父王朝雍（1480-1537年），字德卿，正德二年丁卯科舉人，十五年選授嚴州府推官，署篆淳安，嘉靖五年（1526年）升澤州知州，九年晉懷慶府同知，升南京戶部員外郎，十四年升郎中，次年秋病風，其冬晉升山西按察司僉事，十六年七月三日卒，年五十八。母马氏（1478-1510年）；继母李氏。具庆下，弟三俊、三禮、三傑、三知、三策、三益、三宥、三畏、三至、三恕。
有孫王于陛。